# Конституция Франции 1946 года
Конституция Франции 1946 года (фр. Constitution du 27 octobre 1946) — основной закон Четвертой республики, действовавший с 1946 по 1958 годы.

## Принятие
Конституция Франции была принята на референдуме в октябре 1946 года по предложению Учредительного Собрания.

## Содержание
Закрепляла парламентскую республику, высшими органами государственной власти становились Совет Республики, избиравшийся Национальным собранием и коллегиями выборщиков, и Национальное Собрание, избиравшееся народом по пропорциональной системе, главой государства оставался Президент, избиравшийся Советом Республики и Национальным Собранием, исполнительным органом — Совет Министров, состоящий из Председателя Совета Министров и министров, назначался Президентом и нёс ответственность перед Национальным Собранием. Создавался орган конституционного надзора — Конституционный Комитет и орган для руководства кадровой политикой в судах — Высший Совет Магистратура, функции суда над Президентом и членами Совета Министров от Сената перешли к новому органу — Высокой Палате Правосудия, назначаемый Национальным Собранием, при этом само Национальное Собрание принимало окончательное решение.

## Конституционная реформа 1953 года
В 1953 году была осуществлена конституционная реформа — вотум недоверия стал выноситься простым большинством без учёта воздержавшихся, председатель Совета Министров получил дополнительные полномочия по роспуску Национального Собрания, правительство получило право на ограниченную законодательную деятельность в рамках делегированных ему полномочий, Совету Республик было предоставлено право законодательной инициативы, вводился упрощённый порядок избрания Президента (без дебатов, простым большинством), отменялось положение о коалиционном правительстве, пропорциональная система была заменена мажоритарной.

## Отмена
После принятия народом по предложению Совета Министров Конституционного закона 1953 года практически весь текст Конституции 1946 года был отменён, законную силу сохранила только преамбула, закреплявшая основные права и свободы человека и базовые экономические и политические принципы государственного устройства Франции